# Andy Dittmar
Andy Dittmar (* 5. Juli 1974 in Gotha) ist ein deutscher Senioren-Leichtathlet.

## Leben
Dittmar legte 1993 das Abitur an der Arnoldischule seiner Heimatstadt ab. Bereits als Jugendlicher zeigte er sein überdurchschnittliches Talent im Kugelstoßen. 1996 wurde er Deutscher Juniorenmeister. Bei den Herren konnte er sich aber zunächst gegen die starke nationale Konkurrenz von Oliver-Sven Buder und Ralf Bartels nicht durchsetzen. Ein erster Leistungssprung gelang ihm 2002, als er erstmals über 20 Meter stieß. Im gleichen Jahr wurde er Deutscher Vizemeister und qualifizierte sich für die Europameisterschaften in München, wo er allerdings nach der Qualifikationsrunde ausschied.
Nach der verpassten Qualifikation für die Olympischen Sommerspiele 2004 begann Dittmar, Training und Saisonplanung umzustellen, und verbesserte seine Beintechnik. Diese Maßnahmen zeigten Erfolg: Anfang 2005 wurde er in Sindelfingen zunächst Deutscher Hallenmeister. In der Freiluftsaison übertraf er erstmals seit drei Jahren wieder die 20-Meter-Marke und wurde hinter Bartels Deutscher Vizemeister. In der Saison 2006 etablierte sich Dittmar nach überstandenem Muskelfaserriss als konstanter 20-Meter-Werfer. Im Juni 2006 steigerte er bei einem Sportfest in Schönebeck seine persönliche Bestleistung auf 20,55 m. Seine erfolgreiche Saison krönte er nach den Doping-Disqualifikationen des Weißrussen Andrej Michnewitsch und des Ukrainers Jurij Bilonoh mit einem fünften Platz bei den Europameisterschaften in Göteborg. Dittmar nahm außerdem 2000, 2002, 2005 und 2009 an den Halleneuropameisterschaften teil.
Dittmar ist als Fachangestellter in leitender Position bei der AOK Thüringen tätig. Er startete für die LG Ohra Hörselgas und trainierte dort unter Stefan Schreyer. Er war Initiator und Mitorganisator des von 1998 bis 2017 abgehaltenen jährlichen Gothaer Schloss-Meetings, seinerzeit einer der bedeutendsten Kugelstoß-Wettbewerbe in Deutschland. Zudem ist er seit 2018 Präsident des Basketball in Gotha e.V.

## Karriere als Senioren-Athlet
Seit Dittmar das Mindestalter von 35 Jahren erreicht hat, nimmt er erfolgreich am Seniorenwettkämpfen teil und konnte bisher sieben Weltmeistertitel bei den World Masters Athletics Championships erringen:
- 2010: Gold in der Altersklasse M35 mit 18,62 m bei der Hallen-WM in Kamloops
- 2012: Gold in der Altersklasse M35 mit 18,05 m bei der Hallen-WM in Jyväskylä
- 2014: Gold in der Altersklasse M35 mit 18,12 m bei der Hallen-WM in Budapest
- 2018: Gold in der Altersklasse M40 mit 17,72 m bei der Freiluft-WM in Málaga
- 2019: Gold in der Altersklasse M40 mit 17,32 m bei der Hallen-WM in Toruń
- 2022: Gold in der Altersklasse M45 mit 16,99 m bei der Freiluft-WM in Tampere
- 2023: Gold in der Altersklasse M45 mit 17,43 m bei der Hallen-WM in Toruń
- 2025: Gold in der Altersklasse M50 mit 18,02 m (neuer Hallenweltrekord in dieser Altersklasse) bei der Hallen-LM in Erfurt

## Persönliche Bestleistungen
- Kugelstoßen: 20,55 m, 16. Juni 2006 in Schönebeck